# Andrena kalmiae
Andrena kalmiae là một loài Hymenoptera trong họ Andrenidae. Loài này được Atwood mô tả khoa học năm 1934.